# Perrenato di ammonio
Il perrenato di ammonio è il sale di ammonio dell'acido perrenico. A temperatura ambiente si presenta come un sale bianco solubile in acqua. È stato descritto per la prima volta subito dopo la scoperta del renio.
È la forma più comune in cui si trova il renio commercializzato. I prezzi sono quotati in base al contenuto di renio, che rappresenta solitamente il 69 - 69,4% del peso della sostanza.

## Struttura
La struttura cristallina del perrenato di ammonio è quella della scheelite, in cui il catione atomico è sostituito dal catione molecolare di ammonio. Subisce una transizione di ordinamento molecolare di orientamento sul raffreddamento senza cambiamento del gruppo spaziale, ma con un cambiamento altamente anisotropico nella forma della cella unitaria.
NH4ReO4 può essere considerato come la struttura prototipo di una famiglia di scheelite di ammonio, che comprende pertecnetato (NH4TcO4), periodato (NH4IO4), tetraclorotallato (NH4TlCl4) e tetracloroindato (NH4InCl4).

## Preparazione
Il perrenato di ammonio può essere preparato praticamente da tutte le fonti comuni di renio. Il metallo, gli ossidi e i solfuri possono essere ossidati con acido nitrico e la soluzione risultante trattata con ammoniaca acquosa. In alternativa, una soluzione acquosa di Re2O7 può essere trattata con ammoniaca seguita da cristallizzazione.

## Reazioni
La polvere di renio puro può essere prodotta dal perrenato di ammonio riscaldandola in presenza di idrogeno:
{\displaystyle {\ce {2 NH4ReO4 + 7 H2 -> 2 Re + 8 H2O + 2 NH3}}}
Il riscaldamento deve essere effettuato lentamente poiché il perrenato di ammonio si decompone in Re2O7 volatile a partire da 250 °C. Se riscaldato in un tubo sigillato a 500 °C, la sostanza si decompone in biossido di renio:
{\displaystyle {\ce {2NH4ReO4 -> 2ReO2 + N2 + 4 H2O}}}